# Movimiento Ahora
Movimiento Ahora (en finés: Liike Nyt, abreviado liik; en sueco: Rörelse nu) es un movimiento político liberal económicamente de Finlandia. El Movimiento Ahora fue fundado por el exparlamentario del Partido de Coalición Nacional (KOK) Harry "Hjallis" Harkimo y otras siete personas.

## Historia
El 19 de abril de 2018, el diputado Harry Harkimo anunció que dimitía de su partido, el Partido de Coalición Nacional. El 21 de abril, anunció que había fundado un movimiento político propio llamado Movimiento Ahora. El movimiento había sido fundado por él y otras siete personas y registrado en la Oficina Finlandesa de Patentes y Registros el día previo a su renuncia del KOK. Los siete miembros fundadores son Harkimo, el exsecretario del Partido Socialdemócrata Mikael Jungner, Alex Nieminen, Helene Auramo, Karoliina Kähönen, Sarian Antila, y Tuomas Enbuske.
Posteriormente, Harkimo formó un grupo parlamentario de un solo miembro, el Grupo Parlamentario del Movimiento Liike Nyt en el Parlamento de Finlandia. El 21 de enero de 2019, una parlamentaria de Reforma Azul y expresidenta del Parlamento de Finlandia, Maria Lohela, anunció que dejaba Reforma Azul para unirse al grupo parlamentario de Liike Nyt. Además del Parlamento, el movimiento consiguió miembros en algunos municipios. El grupo Parempi Heinola en el consejo municipal de Heinola se unió a Liike Nyt. Con sus ocho miembros de un total de 43, el movimiento es el mayor en Heinola. Se acordó una asociación similar con el grupo Uusi Jämsä de Jämsä en agosto de 2018. El grupo Uusi Jämsä era el tercer grupo más grande en el consejo municipal cuando se unió el movimiento con sus seis miembros.
En la elección parlamentaria de 2019, Harkimo fue elegido al parlamento como el único representante del Movimiento Ahora. Se presentaron 115 candidatos a la elección, un número menor del objetivo que se había impuesto el movimiento que correspondían a 150. Además de Harkimo, entre los candidatos se incluyó a otra fundadora del partido, Helene Auramo, y la ex asistente parlamentaria, Mirita Saxberg. Debido a que el movimiento no era un partido registrado, cada uno de sus candidatos tuvo que reunir firmas de al menos 100 votantes para formar una asociación de distrito electoral. El partido utilizó un polémico microtargeting en su campaña publicitaria.
En junio de 2019, Harkimo anunció que el Movimiento Ahora comenzaría a recolectar firmas para convertirse en un partido político registrado. El Ministerio de Justicia anunció el 14 de noviembre de 2019 que el Movimiento Ahora había sido registrado como partido político.

## Posturas políticas
Se acordaron treinta principios centrales por los miembros del partido. Más allá de ellos, los candidatos no están alineados ideológicamente con el grupo y se les permite tomar posturas independientes en asuntos locales. Los temas de la elección incluyeron la limpieza del mar Báltico y seguridad social para los emprendedores.

## Resultados de la elección

### Elecciones parlamentarias
| Año de elección | Votos       | % de votos | Escaños ganados | +/-         | Notas | Ref |
| --------------- | ----------- | ---------- | --------------- | ----------- | ----- | --- |
| 2019            | 69.427 (#9) | 2,25%      | 1/200           | Sin cambios | [ a ] |     |
| 2023            | 74.962 (#9) | 2,43%      | 1/200           | Sin cambios |       |     |

### Elecciones municipales
| Elección | Concejales | Votos  | Votos |
| -------- | ---------- | ------ | ----- |
| 2021     | 49         | 38.943 | 1,6%  |

## Organización
El movimiento tiene aproximadamente 8.000 miembros. Su sede está en Abrahaminkatu en Helsinki. Emplea a cuatro personas de dedicación exclusiva. El líder del movimiento es Harry Harkimo.